# Jason MacIntyre
Pour les articles homonymes, voir MacIntyre.

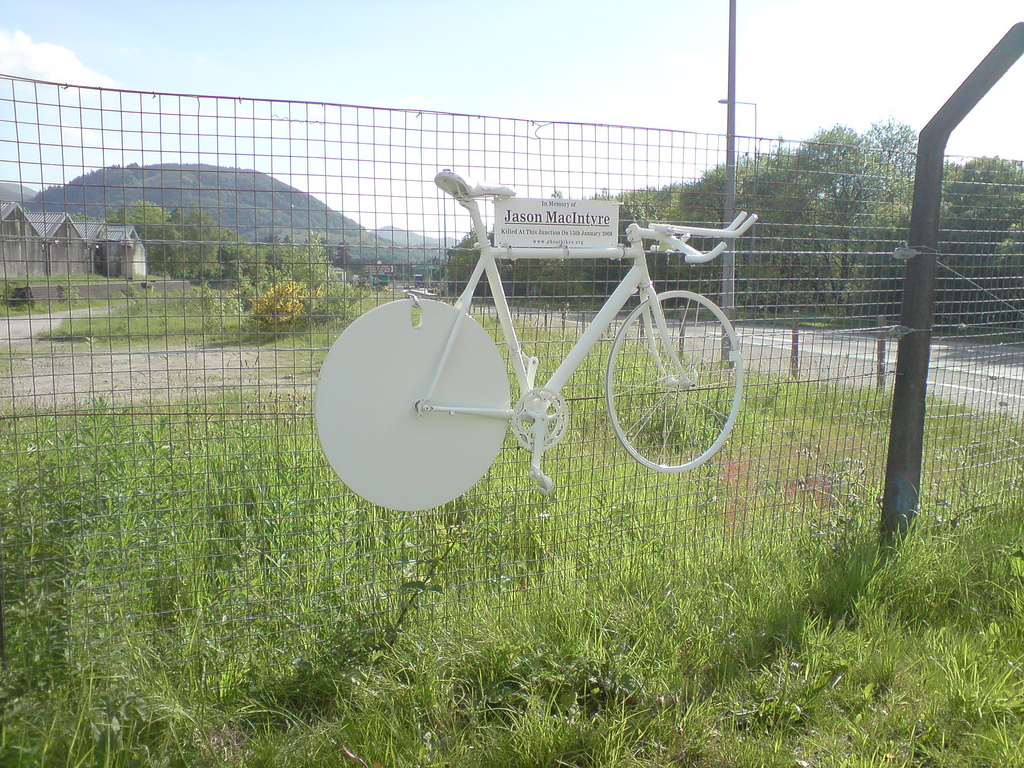
Plaque commémorative

Jason MacIntyre, né le 20 septembre 1973 à Lochgilphead (Écosse) et décédé le 15 janvier 2008, est un coureur cycliste britannique.

## Biographie
Il représente l'Écosse lors des Jeux du Commonwealth en 2002 et visait une sélection pour les Jeux olympiques de Pékin en 2008 à la suite notamment de sa victoire dans le championnat britannique professionnel de contre-la-montre sur route en 2006. Il réalise sa meilleure saison en 2007 en battant le record national du dix miles détenu jusqu'alors par Graeme Obree.
Il trouve la mort le 15 janvier 2008 à la suite d'un accident de la circulation alors qu'il effectuait un entraînement. Percuté par une voiture, il meurt dans l'ambulance qui le conduisait à l'hôpital,.

## Palmarès
- 1997
  - Tour of the North
- 2006
  -  Champion de Grande-Bretagne du contre-la-montre

## Classements mondiaux
| Année           | 2006 |
| --------------- | ---- |
| UCI Europe Tour | 968e |